# Boerkrigen
Boerkrigen var två krig i nuvarande Sydafrika. Första boerkriget utkämpades från 16 december 1880 till 23 mars 1881 mellan boerstyrkor (Sydafrikanska republiken) och det Brittiska imperiet. Andra boerkriget utkämpades om herraväldet i Sydafrika från 11 oktober 1899 till 31 maj 1902 mellan boerrepublikerna Transvaal och Oranjefristaten understödda av en boerresning i vissa delar av Kapkolonin på den ena sidan, mot Storbritannien på den andra sidan.